# Vicente Ferrer Moncho

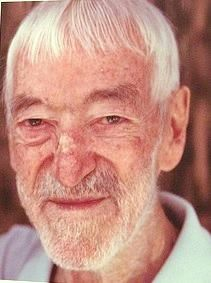
Vicente Ferrer Moncho

Vicente Ferrer Moncho (Barcelona, 9 april 1920 - Anantapur, Andhra Pradesh, India, 19 juni 2009) was een Spaanse filantroop. Hij besteedde het grootste deel van zijn leven aan het helpen van de arme boerenbevolking van India. 

## Jeugd
Moncho groeide op in Barcelona en Gandia. Op jonge leeftijd meldde hij zich aan voor de Partido Obrero de Unificación Marxista (POUM). Hij vocht in de Spaanse Burgeroorlog aan de kant van de Republikeinen. Na de nederlaag van het Republikeinse leger werd hij door de Franse regering in het concentratiekamp van Argelès-sur-Mer ondergebracht. Hij keerde daarna terug naar Spanje en werd daar in 1939 in het concentratiekamp van Betanzos gevangengezet. In 1944 werd hij vrijgelaten. Moncho gaf in 1944 zijn rechtenstudie op en trad daarna toe tot de gemeenschap van Jezuïeten. 

## Missionaris in India
In 1952 reisde hij als missionaris naar India, waar hij in 1958 in Manmad, Mumbai samen met andere Jezuïeten de Rural Development Association oprichtte. De organisatie begon met twaalf acres land en een school. Moncho en de Rural Development Association zorgden voor het graven van waterputten, de bouw van een ziekenhuis en van scholen. Hij verzamelde fondsen voor de aankoop van 3000 waterpompen. Bovendien verstrekte de organisatie renteloze leningen aan de boeren. 
Na de publicatie van een artikel getiteld The Silent Revolution in 1968 in de Illustrated Weekly, een belangrijk Indiaas tijdschrift, werd hij door de Indiase regering het land uitgestuurd. Na bemiddeling door onder meer Indira Gandhi mocht hij terugkeren naar India. 
In 1969 vestigde Moncho zich in Anantapur in de provincie Andhra Pradesh, een van de armste provincies van India. Opnieuw bouwde hij waterputten en irrigatiesystemen. Dit gebeurde volgens een coöperatieve organisatie waarbij het streven was iedere boer aan een eigen watervoorziening te helpen. Dit vormde een bedreiging voor de lokale politieke leiders. Ze oefenden druk uit op Moncho en probeerden hem gevangen te laten zetten. Uiteindelijk resulteerde dit in een rechtszaak die Moncho won en waarmee hij een belangrijk juridisch precedent schiep. 

## Fundación Vicente Ferrer
In 1970 verliet hij de Jezuïeten en in 1972 trouwde hij met de Engelse journaliste Anne Perry, met wie hij in 1969 de Fundación Vicente Ferrer oprichtte. Deze stichting zorgt voor bouw van huizen, ziekenhuizen en scholen, beroepsopleidingen, sterilisatie, emancipatie van vrouwen en vele andere projecten in Anantapur. Bovendien houdt zij zich bezig met de adoptie van Indiase kinderen door Spaanse gezinnen. In 1988 ontving Moncho de Premio Príncipe de Asturias de la Concordia. 
Moncho overleed aan een embolie. De Fundación Vicente Ferrer zet het werk van deze filantroop voort.